# 八戸漁港
八戸漁港（はちのへぎょこう）は、青森県八戸市にある漁港。特定第3種漁港に指定されている。

漁港区域は東から恵比須浜地区、鮫地区、館鼻地区、小中野地区の4区域に分かれる。また、市営の魚市場が第一魚市場（鮫地区）、第二魚市場（小中野地区）、第三魚市場（館鼻地区）にある。現在では工場萌えツアー開催、ブイヤベースフェスタ開催、HACCP導入、前沖サバ資源管理、前沖フグ資源管理、コンブ養殖などが実施・推進されている。

## 概要
- 管理者 - 青森県
- 漁業協同組合 - 八戸みなと、八戸鮫浦、市川
- 組合員数 - 472名（2001年（平成13年）12月）
- 漁港番号 - 1230010
- 水揚量 - 142,000トン（2004年）【全国4位】

## 沿革
- 1960年3月21日 - 特定第3種漁港に指定
- 1975年12月19日 - 区域変更

## 主な魚種
- イカ - 2002年（平成14年）度陸揚量全国1位
- キチジ - 2002年（平成14年）度陸揚量全国1位
- ヒラメ - 2002年（平成14年）度陸揚量全国1位
- サメ - 2002年（平成14年）度陸揚量全国2位
- メヌケ - 2002年（平成14年）度陸揚量全国2位
- タラ - 2002年（平成14年）度陸揚量全国4位
- ウバガイ - 2002年（平成14年）度陸揚量全国4位
- タコ - 2002年（平成14年）度陸揚量全国4位
- カレイ - 2002年（平成14年）度陸揚量全国4位
- ホッケ - 2002年（平成14年）度陸揚量全国8位
- サンマ - 2002年（平成14年）度陸揚量全国10位
- サバ
- イワシ
- スケトウダラ
- フグ
- クジラ

## 主な漁業
- 釣り（いか釣り）
- まき網漁業
- 底引き網漁業（沖合底引き）
- 定置網漁業（さけ定置網）